# Unterbergen (Gemeinde St. Veit an der Glan)
Unterbergen ist eine Ortschaft in der Gemeinde Sankt Veit an der Glan im Bezirk Sankt Veit an der Glan in Kärnten, in Österreich. Die Ortschaft hat 89 Einwohner (Stand 1. Jänner 2024). Sie liegt auf dem Gebiet der Katastralgemeinde Hörzendorf.

## Lage
Die Ortschaft liegt südwestlich des Bezirkshauptorts Sankt Veit an der Glan. Der Ortskern befindet sich unterhalb des Muraunbergs, am Übergangsbereich vom Glantal zum Glantaler Bergland.
Außerdem entstand schon Mitte des 20. Jahrhunderts um ein altes Gasthaus, das einsam außerhalb des Orts nahe der Glan lag, eine kleine Siedlung (Reidenwirtsiedlung). Zwischen dieser Siedlung und dem Ortskern wurde in den 2000er-Jahren eine Sportanlage, die Jacques-Lemans-Arena, angelegt.

## Geschichte
Auf dem Gebiet der Steuergemeinde Hörzendorf liegend, gehörte der Ort in der ersten Hälfte des 19. Jahrhunderts zum Steuerbezirk Karlsberg. Bei Bildung der Ortsgemeinden im Zuge der Reformen nach der Revolution 1848/49 kam Unterbergen an die Gemeinde Hörzendorf (die zunächst unter dem Namen Gemeinde Karlsberg geführt wurde). 1972 fiel es an die Gemeinde Sankt Veit an der Glan.

## Bevölkerungsentwicklung
Für die Ortschaft zählte man folgende Einwohnerzahlen:
- 1869: 7 Häuser, 66 Einwohner[3]
- 1880: 8 Häuser, 59 Einwohner[4]
- 1890: 8 Häuser, 60 Einwohner[5]
- 1900: 8 Häuser, 60 Einwohner[6]
- 1910: 10 Häuser, 68 Einwohner[7]
- 1923: 10 Häuser, 60 Einwohner[8]
- 1934: 72 Einwohner[9]
- 1961: 22 Häuser, 145 Einwohner[10]
- 2001: 36 Gebäude (davon 29 mit Hauptwohnsitz) mit 49 Wohnungen; 106 Einwohner und 14 Nebenwohnsitzfälle; 40 Haushalte; 2 Arbeitsstätten, 5 land- und forstwirtschaftliche Betriebe[11]
- 2011: 36 Gebäude, 95 Einwohner, 41 Haushalte, 7 Arbeitsstätten[12]
- 2021: 39 Gebäude, 89 Einwohner, 42 Haushalte, 8 Arbeitsstätten[13]

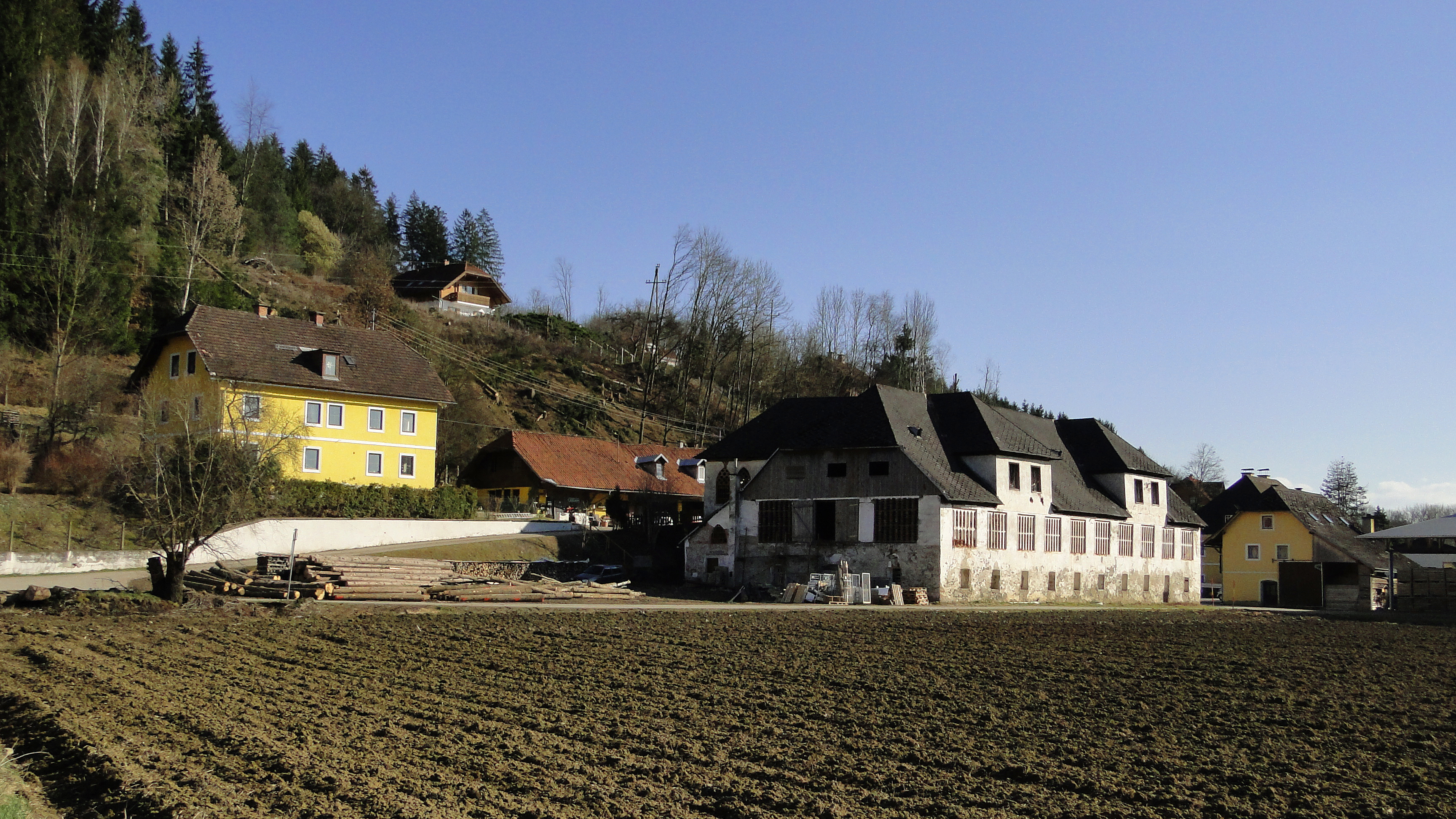
Nördlicher Rand des Ortskerns von Unterbergen
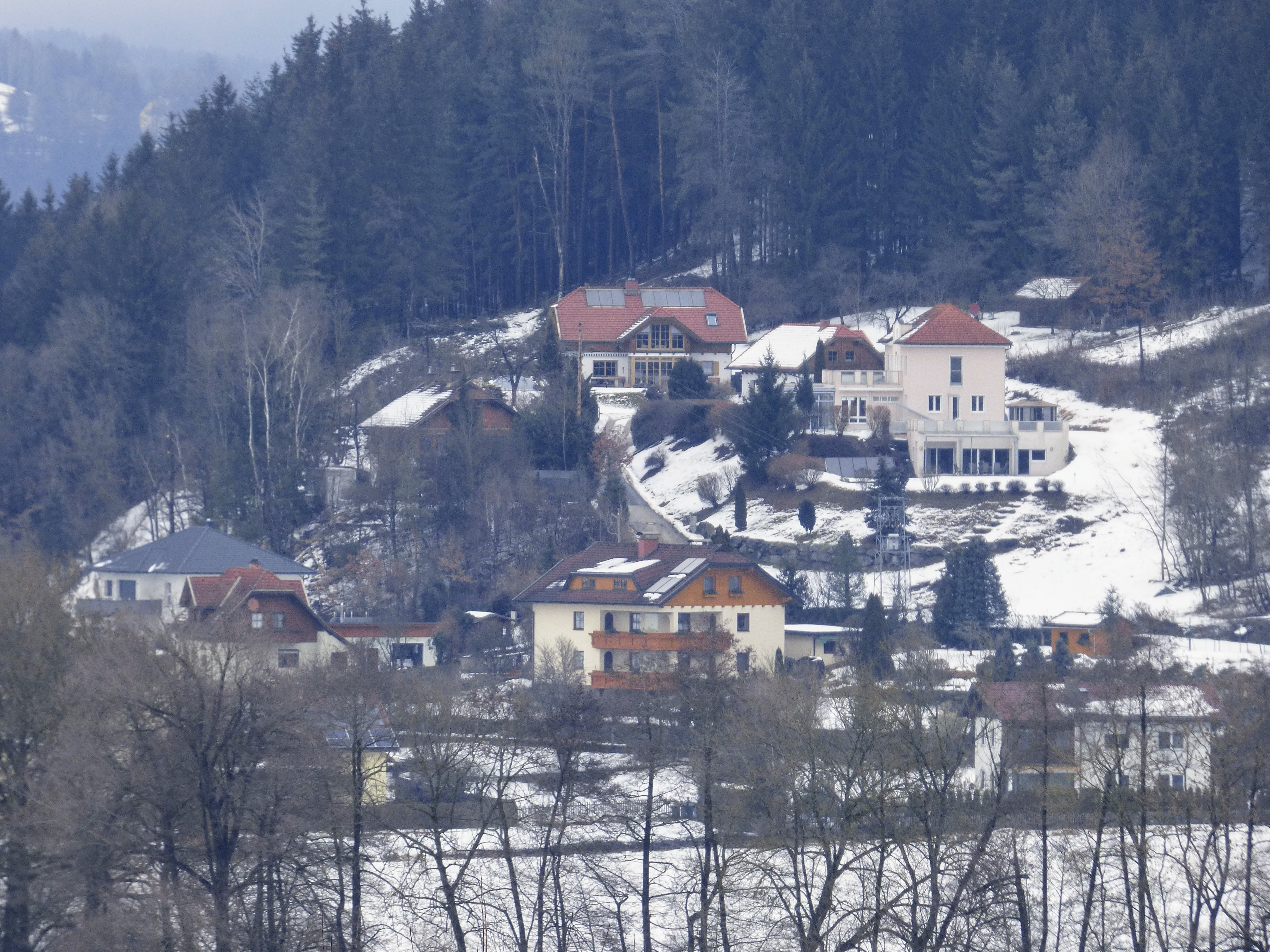
Ortskern von Unterbergen, Ansicht von Südwesten
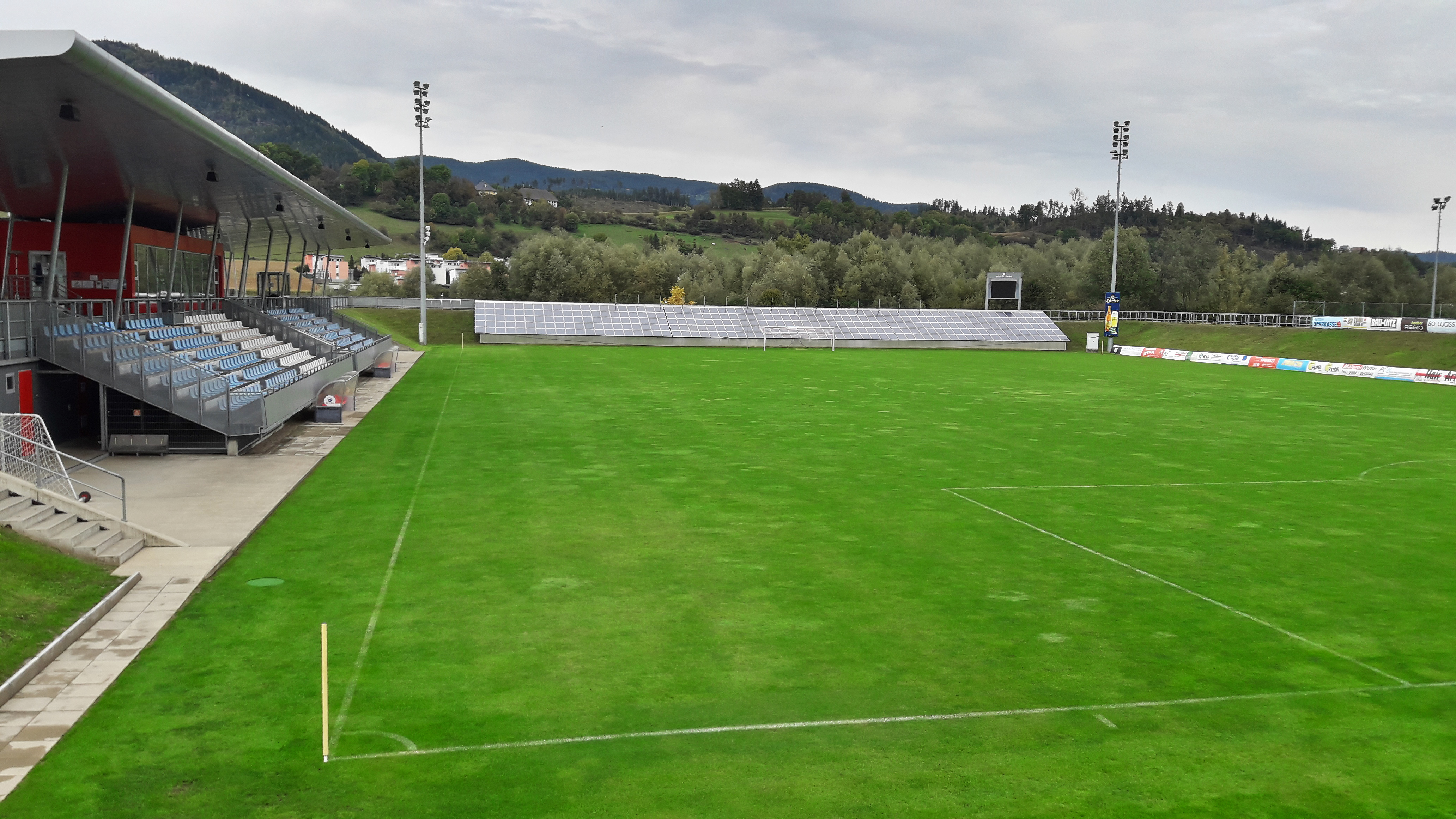
Jacques-Lemans-Arena
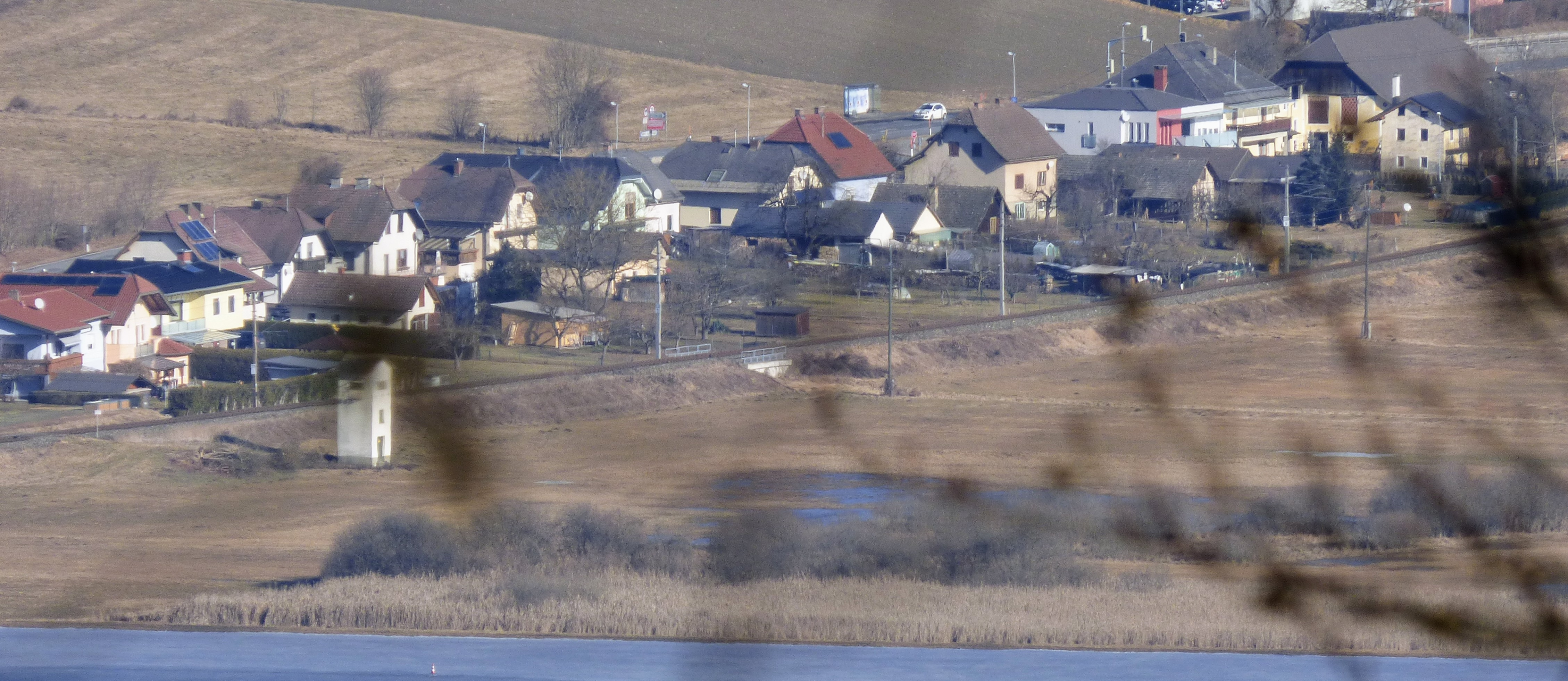
Reidenwirtsiedlung